# Das 4-Pfoten-Hotel
Das 4-Pfoten-Hotel ist ein US-amerikanischer Fernsehfilm und Komödie aus dem Jahr 2001, der von Larry Ketron geschrieben und inszeniert wurde und in dem Robert Hays, Mel Harris, Alan Rachins und Taylor Emerson die Hauptrollen spielen. Regie führte Paul Schneider, das Drehbuch schrieb Larry Ketron.

## Handlung
Kurz nachdem die Familie Lowry – Tom, seine Frau Karen und ihre beiden Kinder Liz und Widdy – die Großstadt verlassen und in die kleine Stadt Placerville im Norden Kaliforniens ziehen, werden sie von einem sehr klugen, aber liebenswerten Streuner „adoptiert“. Golden Retriever – Pilot. Es dauert nicht lange, bis sie entdecken, dass Pilot schwanger ist. Die Familie Lowry und insbesondere Liz und Widdy pflegen während der Entwöhnungsphase eine sehr enge Bindung zu den Welpen. Aber Tom macht deutlich, dass sie, wie die meisten Familien, die Welpen nach dem Absetzen abgeben müssen. Für Liz und Widdy ist es besonders schwer, aber sie schaffen es, alle Welpen wegzugeben, und es ist lustig und faszinierend zu sehen, wer im Lowry-Haus auftaucht, um einen Welpen zu adoptieren. Pilot ist jedoch entschlossen, ihre Welpen zurückzubekommen, und die Familie Lowry muss eine Reihe komischer Ereignisse durchstehen, die ihnen klarmachen, dass das Leben ohne die Welpen einfach nicht dasselbe ist. Aber sechs Welpen von Leuten zu holen, die man nicht einmal kennt, ist keine leichte Aufgabe. Und bald stellt Tom Lowry fest, dass er sich zwischen seinem Job oder seiner Familie entscheiden muss. Mit Pilot an der Spitze begeben sich die Lowrys auf die Suche nach Pilots Welpen – ein Abenteuer, das ihnen schließlich klarmacht, was es wirklich bedeutet, eine Familie zu sein.

## Hintergrund
Die Premiere erfolgte am 27. Juli 2001 in den USA. Auf DVD erschien der Film am 13. Oktober 2011 in Deutschland. Am 23. Oktober 2011 lief der Film im ZDF.

## Rezeption
Das Lexikon des internationalen Films schreibt, Das 4-Pfoten-Hotel sei ein „[a]nspruchsloser, aber familienfreundlicher (Fernseh-)Film, der durch sein Thema und seine quirligen vierbeinigen Darsteller wenig falsch machen kann.“